# Ga Misa
Ga Misa là ga tàu điện ngầm trên Tuyến Hanam của Tàu điện ngầm vùng thủ đô Seoul tuyến 5 ở Hanam, Gyeonggi.

## Bố trí ga
| Gangil ↑        |
| \| W/B          |
| ↓ Hanam Pungsan |

| Hướng Tây  | ●Tuyến 5 | ← Hướng đi Banghwa            |
| Hướng Đông | ●Tuyến 5 | → Hướng đi Hanam Geomdansan → |